# Bernat Salvatge
|  | Per a altres significats, vegeu «Pic del Bernat Salvatge». |

El Bernat Salvatge és una muntanya de 2.228,6 metres d'altitud del límit entre les comunes de Mosset i Noedes, totes dues de la comarca del Conflent, a la Catalunya del Nord.
És a la zona nord-oest de la comuna de Noedes i a l'oest de la de Mosset, en un punt on el termenal entre les dues comunes fa una inflexió en forma d'angle cap al sud, al sud-est de la Congesta i al sud-oest de la Muntanya i el Roc dels Miquelets. És la muntanya que tanca pel nord-est el circ on es troben el Gorg Blau i el Gorg Estelat.